# Enneapterygius
Enneapterygius ist eine Gattung kleiner Meeresfische aus der Familie der Dreiflossen-Schleimfische (Tripterygiidae). Alle Arten dieser Gattung kommen im Pazifik und im Indischen Ozean vor. Wie alle Dreiflossen-Schleimfische sind es bodenbewohnende, sehr versteckt lebende Fische.

## Merkmale
Diagnostische Merkmale der Gattung Enneapterygius sind die unterbrochene Seitenlinie, mit einem vorderen Abschnitt aus 6 bis 22 mit röhrenförmigen Poren versehenen Schuppen und einem hinteren Abschnitt der von 13 bis 27 eingebuchteten Schuppen gebildet wird. Weitere Merkmale von Enneapterygius sind das Fehlen von Schuppen auf dem Kopf, auf dem Kiemendeckeln, am Bauch und an der Basis der Bauchflossen, drei Stachelstrahlen in der ersten Rückenflosse und einer in der Afterflosse und Bauchflossen, die von einem Stachel und zwei Weichstrahlen gestützt werden. Im Schwanzflossenskelett können fünf Hypuralia vorhanden sein oder auch fehlen.

## Arten
Zur Gattung Enneapterygius zählen etwa 60 Arten. Sie ist damit die artenreichste Gattung der Dreiflossen-Schleimfische.

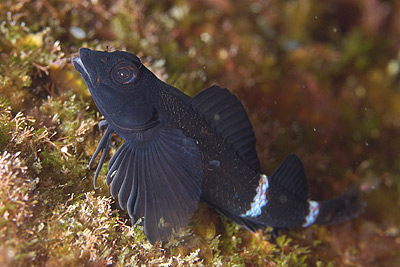
Enneapterygius etheostomus

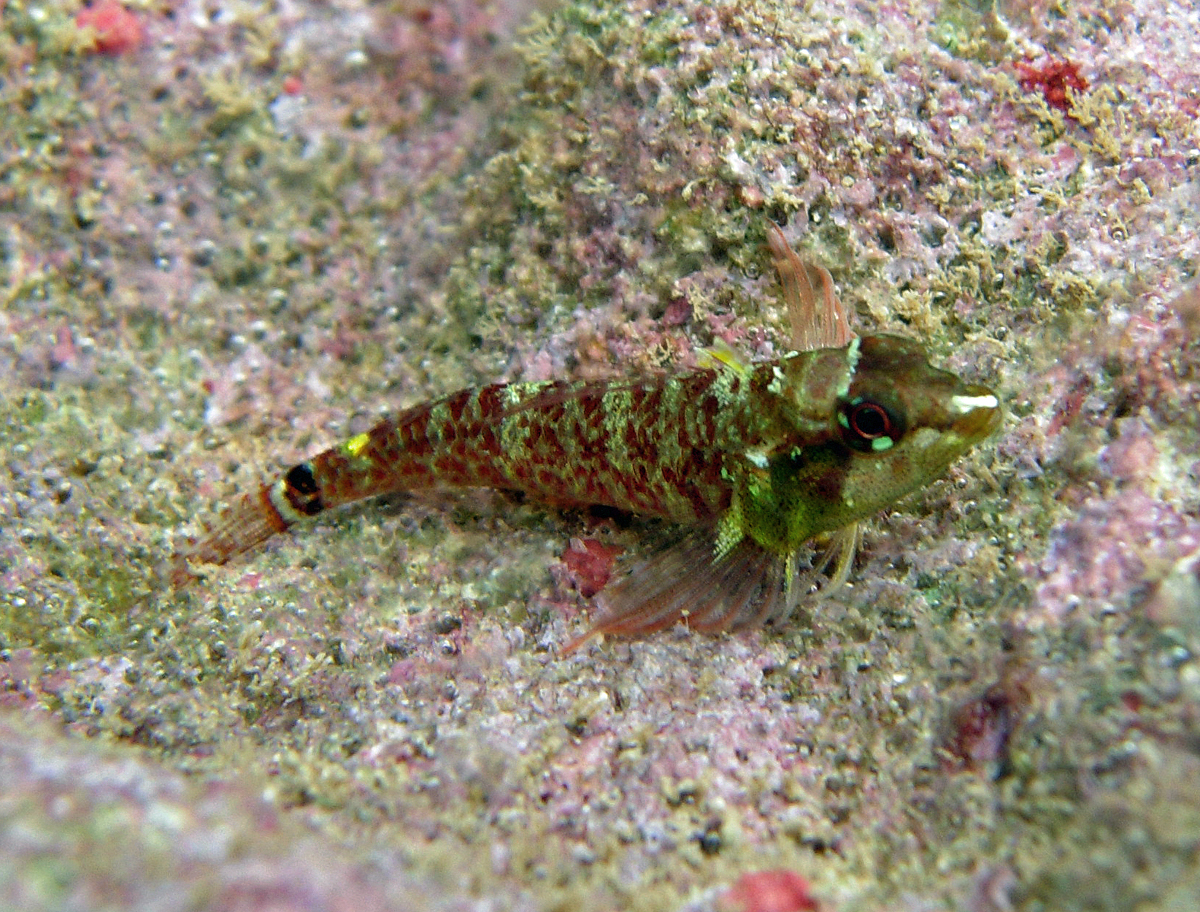
Enneapterygius elegans

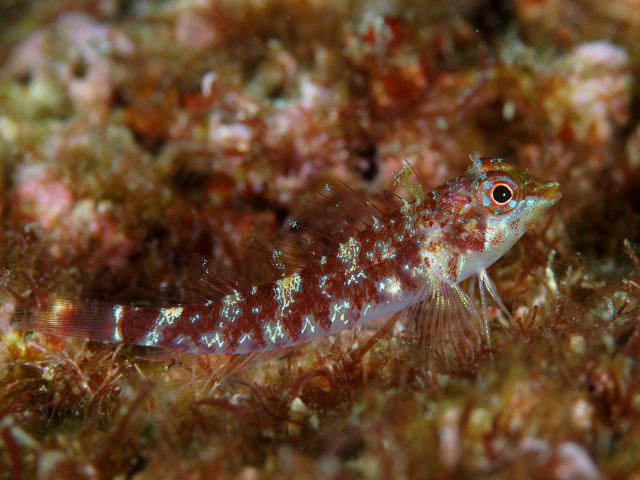
Enneapterygius phoenicosoma

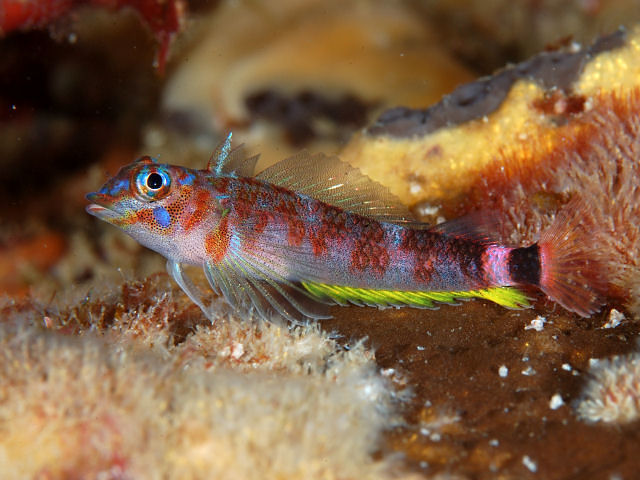
Enneapterygius senoui

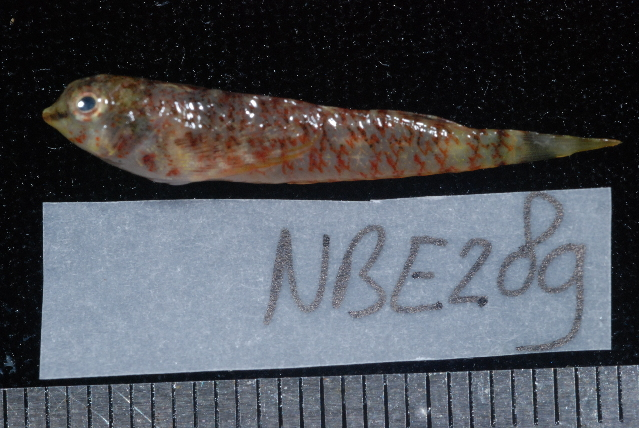
Enneapterygius tutuilae

- Enneapterygius abeli (Klausewitz, 1960).
- Enneapterygius atriceps (Jenkins, 1903).
- Enneapterygius atrogulare (Günther, 1873).
- Enneapterygius bahasa Fricke, 1997.
- Enneapterygius cheni Wang, Shao & Shen, 1996.
- Enneapterygius clarkae Holleman, 1982.
- Enneapterygius clea Fricke, 1997.
- Enneapterygius elaine Holleman, 2005
- Enneapterygius elegans (Peters, 1876).
- Enneapterygius erythrosomus Shen & Wu, 1994
- Enneapterygius etheostomus (Jordan & Snyder, 1902).
- Enneapterygius fasciatus (Weber, 1909).
- Enneapterygius flavoccipitis Shen, 1994.
- Enneapterygius fuscoventer Fricke, 1997.
- Enneapterygius genamaculatus Holleman, 2005
- Enneapterygius gracilis (Allen & Robertson, 1991).
- Enneapterygius gruschkai Holleman, 2005
- Enneapterygius hemimelas (Kner & Steindachner, 1867).
- Enneapterygius hollemani Randall, 1995.
- Enneapterygius howensis Fricke, 1997.
- Enneapterygius hsiojenae Shen, 1994
- Enneapterygius kermadecensis Fricke, 1994.
- Enneapterygius kosiensis Holleman, 2005
- Enneapterygius larsonae Fricke, 1994.
- Enneapterygius leucopunctatus Shen, 1994
- Enneapterygius melanospilus Randall, 1995.
- Enneapterygius minutus (Günther, 1877).
- Enneapterygius mirabilis Fricke, 1994.
- Enneapterygius miyakensis Fricke, 1987.
- Enneapterygius namarrgon Fricke, 1997.
- Enneapterygius nanus (Schultz, 1960).
- Enneapterygius niger Fricke, 1994.
- Enneapterygius nigricauda Fricke, 1997.
- Enneapterygius niue Fricke & Erdmann, 2017.[1]
- Enneapterygius obscurus Clark, 1980.
- Enneapterygius ornatus Fricke, 1997.
- Enneapterygius pallidoserialis Fricke, 1997.
- Enneapterygius paucifasciatus Fricke, 1994.
- Enneapterygius philippinus (Peters, 1869).
- Enneapterygius phoenicosoma Motomura et al., 2015
- Enneapterygius pusillus Rüppell, 1835.
- Enneapterygius pyramis Fricke, 1994.
- Enneapterygius qirmiz Holleman & Bogorodsky, 2012
- Enneapterygius randalli Fricke, 1997.
- Enneapterygius rhabdotus Fricke, 1994.
- Enneapterygius rhothion Fricke, 1997.
- Enneapterygius rubicauda Shen, 1994.
- Enneapterygius rufopileus (Waite, 1904).
- Enneapterygius senoui Motomura, Harazaki & Hardy, 2005
- Enneapterygius shaoi Chiang & Chen, 2008
- Enneapterygius sheni Chiang & Chen, 2008
- Enneapterygius signicauda Fricke, 1997.
- Enneapterygius similis Fricke, 1997.
- Enneapterygius triserialis Fricke, 1994.
- Enneapterygius trisignatus Fricke, 2001.
- Enneapterygius tutuilae Jordan & Seale, 1906.
- Enneapterygius unimaculatus Fricke, 1994.
- Enneapterygius velatus Tashiro et al., 2018.
- Enneapterygius ventermaculus Holleman, 1982.
- Enneapterygius vexillarius Fowler, 1946.
- Enneapterygius williamsi Fricke, 1997.
- Enneapterygius ziegleri Fricke, 1994.